# Max i spółka
Max i spółka! – szwajcarsko-angielsko-belgijsko-francuski film animowany z 2007.
Światowa premiera produkcji odbyła się 11 czerwca 2007 roku, zaś w Polsce 24 lipca 2011.

## Fabuła
Twórcy „Toy Story”, „Uciekających kurczaków” i „Marsjanie atakują” przedstawiają "Max & Co." 15-letni Max postanawia odszukać swego ojca, sławnego piosenkarza Johnny'ego Bigoude, który zaginął wkrótce po narodzinach syna. Na swojej drodze spotka wiele ekscentrycznych, ale i bardzo niebezpiecznych postaci.

## Obsada
- Lorant Deutsch - Max
- Sanseverino - Sam

i inni

## Wersja polska
Wersja polska: Start International Polska

Reżyseria: Waldemar Modestowicz 

Tekst polski: Kuba Wecsile

W wersji polskiej udział wzięli:
- Tomasz Steciuk
- Hanna Kinder-Kiss
- Anna Apostolakis-Gluzińska

i inni